# Проворная пестрогрудка
Проворная пестрогрудка (лат. Bradypterus graueri) — вид воробьиных птиц из семейства сверчковых. Подвидов не выделяют. Назван в честь немецкого (австрийского) зоолога Рудольфа Грауэра, работавшего в Бельгийском Конго. 

## Описание
Проворная пестрогрудка достигает длины около 17 см и массы от 15 до 19 г. Верх головы ото лба до затылка тёмно-оливково-коричневый. Надбровье узкое, серовато-белое, тянется от основания клюва до задней части кроющих перьев ушей. Уздечка и область от глаза до кроющих перьев ушей тёмно-оливково-коричневого цвета. Щёки рыжевато-коричневые, с мелкими тёмно-коричневыми крапинками. Мантия и лопатки оливково-коричневые, переходящие в более теплый рыжевато-коричневый цвет на надхвостье и верхних кроющих перьях хвоста. Хвост тёмно-рыжевато-коричневый. Подбородок и горло беловатые; грудь окрашена в коричневатый цвет. Подбородок и верхняя часть горла с маленькими круглыми тёмно-коричневыми пятнами; нижняя часть горла и верхняя часть груди с более крупными чёрными пятнами. Брюхо беловатое. Бока, подхвостье и нижние кроющие перья хвоста коричневатые. Верхние кроющие перья крыла тёмно-коричневые; малые и средние кроющие перья с широкой светло-оливково-коричневой каймой, большие кроющие перья с широкой рыжевато-коричневой каймой. Маховые перья тёмно-коричневые с размытыми широкими рыжевато-коричневыми краями. Радужная оболочка коричневая или тёмно-коричневая; надклювье чёрное, подклювье сероватое; ноги бледно-коричневые или розоватые. Взрослые самки похожи на самцов, но с более мелкими пятнами, ограниченными грудью и горлом. Молодые особи похожи на взрослых, но нижняя часть тела у них в основном белого цвета, а бока светло-желтоватые с оттенком корицы, пятна на груди более узкие.
Проворная пестрогрудка часто поёт, сидя на верхушках тростника или осоки, с быстро трепещущими крыльями. Песня представляет собой несколько резких повторяющихся нот, переходящих в трель: «tchew-tchew-tchew-tchr-r-r-r-r-r-r-»; самец и самка могут петь дуэтом.

## Распространение и места обитания
Проворная пестрогрудка распространена в Африке южнее Сахары на территории Бурунди, Демократической Республики Конго, Руанды и Уганды. Эндемики Альбертинской рифтовой долины. Встречается на высоте от 1900 до 2600 метров над уровнем моря. Обитает в болотистых местностях с преобладанием различных типов растительности, включая низкорослую и высокую траву, мхи, осоку среднего размера, камыш, папоротники и густой кустарник. Некоторые из болот небольшие и окружены лесом, в то время другие более крупные и находятся на некотором удалении от леса. В Руанде обычно отсутствует на папирусных болотах, где обитает белокрылая пестрогрудка, и, как правило, встречается на больших высотах. 

## Биология
Проворная пестрогрудка кормится в основном в нижних уровнях растительности вблизи земли; часто появляется на открытой местности, иногда на плавающей растительности. Вне сезона размножения наблюдались группы из 10—12 кормящихся птиц. В состав рациона входят мелкие жуки, гусеницы, пауки и мелкие семена.
Сезон размножения в Уганде продолжается с февраля по май. Гнездо, обнаруженное в Руанде, представляло собой небольшое чашеобразное сооружение, построенное среди трав из трав рода Мятлик (Poa) на высоте 0,3—0,4 м над землёй.